# Elisabeth Castonier
Elisabeth Castonier geborene Borchardt (* 6. März 1894 in Dresden; † 24. September 1975 in München) war eine deutsche Schriftstellerin. Die Emigration nach der Machtergreifung führte sie über Österreich und Italien nach England. Ihre Bücher seien mit Humor und Warmherzigkeit geschrieben, urteilt das Lexikon FemBio. Diese Art gehobener Unterhaltung sei in der deutschen Literatur eher selten und bei der Literaturkritik nicht sehr angesehen. Gleichwohl erzielten vor allem Castoniers Geschichten vom Bauernhof Mill Farm und ihre 1964 veröffentlichten Erinnerungen Stürmisch bis heiter hohe Auflagen.

## Leben und Werk
Die Tochter einer exzentrischen Mutter und des Malers Felix Borchardt verbrachte ihre Kindheit und Jugend in Dresden, Paris und Berlin.
Während des Ersten Weltkrieges verließ sie ihr Elternhaus, weil sie sich mit einer neuen Stiefmutter nicht vertrug und ging nach München, wo sie in einem Verlag lektorierte und auch selber zu schreiben begann. 1923 heiratete sie den dänischen Opernsänger Paul Castonier, von dem sie sich 1934 „ohne Groll“ wieder scheiden ließ.
1928 debütierte Castonier mit einem Krimi. Ihr Roman Frau, Knecht, Magd erschien 1932 in Fortsetzungen im Berliner Tageblatt. Sie schrieb auch Artikel für verschiedene in- und später ausländische Blätter, darunter die Berliner Wochenschrift Tage-Buch. Ihr Drama Die Sardinenfischer wurde kurz nach der Uraufführung (Februar 1933) an der Berliner Volksbühne Theater am Bülowplatz von den neuen nationalsozialistischen Behörden verboten. Ihre Werke kamen auf die Liste der „unerwünschten“ Bücher.
Laut ihrer späteren Memoiren hatte Castonier in einem Fragebogen des Schutzverbands deutscher Schriftsteller, vermutlich aus Selbstschutz im Frühjahr 1933 angegeben, einen halbjüdischen Vater zu haben und selbst dänische Staatsbürgerin zu sein. Da die Eltern ihres Vaters, der Bankier und Jurist Siegfried Borchardt und seine Frau Helene, geb. Saling bis zu ihrer Konversion zum Protestantismus aber beide jüdischen Glaubens gewesen waren, muss diese Angabe korrigiert werden, wie Dagmar Frings und Jörg Kuhn in ihrem Buch über die Berliner Familie Borchardt nachweisen konnten. Es ist Castonier selbst, die nach der NS-Definition als Halbjüdin galt.
Sie emigrierte nach Wien, Positano sowie London und verfasste mehrere von Walter Trier illustrierte Kinderbücher, die auf Englisch veröffentlicht wurden. 1944 lehnte sie eine ihr angebotene, eigentlich ersehnte feste Stellung als Dolmetscherin ab, um sich kurzentschlossen in Alton (Hampshire) auf der kleinen Farm ihrer Freundin Jane Napier niederzulassen, deren große Tierliebe sie teilt. Sie verrichtet Stall- und Feldarbeit. Ab 1950 korrespondierte sie mit Mary Tucholsky. An Arthrose und einer Rückgratverletzung leidend, zog sie sich gemeinsam mit Napier 1955 auf ein Cottage in Wiltshire zurück und nahm ihre literarische Tätigkeit wieder auf. Hier entstanden zunächst ihre beliebten Mill-Farm-Geschichten.
1964 erschienen ihre Erinnerungen Stürmisch bis heiter, die auf Anhieb ein Bestseller wurden. Der Spiegel bescheinigte Castonier den Blick für Typisches und Skurriles. „Dabei geben die pompöse Kindheit und die wilden Mädchenjahre mehr her als eine Tenor-Ehe, die Schreibkarriere und die Flucht vor Hitler.“ Herbert Huber urteilt: „Das kurzweilige Werk besticht durch ein Who's Who der ersten Hälfte des 20. Jahrhunderts. Alle diese Personen sind ins Geschehen verwoben, es ist keine langweilige oder gar protzige Auflistung.“
Bis 2010 erreichte Stürmisch bis heiter eine (deutsche) Gesamtauflage von rund 200.000 Exemplaren.

## Werke
- Der schwarze Schatten, Kriminalroman, Berlin 1928
- Frau, Knecht, Magd, Roman, 1932[8]
- Angèle Dufour (Die Sardinenfischer), Drama, 1932[9]
- Eine Frau wird geschaffen. In: Prager Tagblatt, 6. März 1932, S. 9 (online bei ANNO). (Über Lili Elbe.)
- The Eternal Front, 1942 (Über den religiösen Widerstand gegen das Hitler-Regime)
- Drei taube Tanten, Erzählung, München 1957
- Das vergessene Haus, Roman, Bayreuth 1959
- Mill Farm, Erzählungen, München 1959
- Die Herzogin Nana. Neue Geschichten von Mill Farm, München 1960
- Noella, Roman, Hamburg 1962[10]
- Stürmisch bis heiter. Memoiren einer Außenseiterin, München 1964
- Etwas laute Nacht, Erzählung, Frankfurt/Main 1966
- Seltsames Muster: Begegnungen, Schicksale, München 1971[11]
- Dreimal Liebe, Erzählungen, München 1975
- Unwahrscheinliche Wahrheiten. Erlebnisse, Kuriositäten, Erinnerungen, München 1975
- Das Gesicht am Fenster, Roman, München 1976

Daneben Übersetzungen und journalistische Arbeiten

## Ehrungen
2017 wurde Elisabeth-Castonier-Platz im Münchner Stadtviertel Messestadt Riem nach ihr benannt.